# Asfalteno
Os asfaltenos são uma família de compostos orgânicos do petróleo cru e representam os compostos mais pesados e portanto, os de maior ponto de ebulição. Os asfaltenos são, estatisticamente, um conjunto de compostos muito similares entre si, compostos por uma elevada quantidade de anéis aromáticos unidos entre si por cadeias do tipo parafínico e com polaridade relativamente alta (proporcionada principalmente pela presença de heteroátomos e metais). São insolúveis nos maltenos do próprio petróleo cru quando se provoca sua desestabilização.